# Yorkshire

vlajka Yorkshiru

Yorkshire na mapě Anglie

Yorkshire je největší a nejvýznamnější anglické tradiční hrabství rozkládající se na severu Anglie při pobřeží Severního moře. Zároveň se jedná o největší hrabství v rámci celého Spojeného království Velké Británie a Severního Irska. Tradiční metropolí hrabství je York, po němž je hrabství pojmenováno.

## Moderní administrativní celky na území Yorkshiru
V současné době již Yorkshire nepředstavuje správní celek ani ceremoniální hrabství, většina jeho území je rozdělena mezi nemetropolitní hrabství Severní Yorkshire, metropolitní hrabství Jižní Yorkshire a Západní Yorkshire, a unitary authority celky Middlesbrough, York, Redcar a Cleveland a Východní riding. Malé okrajové části jsou též součástí nemetropolitních hrabství Cumbria, Durham a Lancashire, metropolitního hrabství Velký Manchester, a unitary authority celků Severní Lincolnshire a Stockton-on-Tees.

## Geografie
Ve střední části hrabství se rozkládá rozsáhlá nížina, na západě přerušená rozsáhlou vrchovinou Penniny (Pennines), na severovýchodě vrchovinou Cleveland Hills, a na východě Yorkshire Wolds.